# International Emmy Award
Der International Emmy Award ist ein von der International Academy of Television Arts & Sciences verliehener Fernsehpreis im Rahmen der Emmy Awards. Mit dem International Emmy Award kürt die Organisation alljährlich die besten außerhalb der USA produzierten und ausgestrahlten Fernsehsendungen. Die Academy ist eine Organisation der globalen Sender mit Mitgliedern aus nahezu 70 Ländern und über 400 Unternehmen. Sechzig Prozent des Vorstandgremiums stammen aus Ländern außerhalb der Vereinigten Staaten und repräsentieren die weltweit größten Produktions-, Distributions- und Rundfunkunternehmen.

## Geschichte
Die Akademie wurde 1969 gegründet, um Exzellenz in den internationalen TV-Programmen zu fördern. Der International Emmy Award unterteilt sich in 15 Programm-Kategorien: Kunst-Programme; Beste Leistung eines Schauspielers, Beste Leistung einer Schauspielerin, Kinder & Jugendliche; Comedy, Current Affairs, Dokumentarfilm, Drama-Serie; Interactive Channel; Interactive Program; Interactive TV-Service, News, Non-Scripted Entertainment; Telenovela und TV Movie / Mini-Serie.
Die Preise werden auf der International Emmy Awards Gala präsentiert. Sie findet jedes Jahr im November im Hilton Hotel, New York City statt und ist Treffpunkt für mehr als 1.200 TV-Profis.
Neben der Gala veranstaltet die Internationale Akademie auch das International Emmy World Television Festival. Das Fernseh-Festival zeigt die aktuell nominierten internationalen Emmy-Beiträge und bietet Produzenten und Regisseuren die Möglichkeit, über ihre Arbeit sprechen zu können.
Die Stiftung der Akademie präsentiert darüber hinaus den jährlichen Sir Peter Ustinov Television Scriptwriting Award für junge Drehbuchautoren und Regisseure.

## Gewinner
(Quelle:)

### Gewinner 2004
- Fernsehfilm / Miniserie: Henry VIII (Vereinigtes Königreich; ITV)
- Dramaserie: Waking The Dead (Vereinigtes Königreich; BBC)
- Dokumentarfilm: The Boy Whose Skin Fell Off (Vereinigtes Königreich; Channel 4)
- Comedy: Berlin, Berlin (Deutschland; ARD)
- Unterhaltungssendung ohne Drehbuch: Brat Camp (Vereinigtes Königreich; Channel 4)
- Kinder- und Jugendsendung: The Illustrated Mum (Vereinigtes Königreich; Channel 4)
- Künstlerische Sendung: George Orwell: A Life in Pictures (Vereinigtes Königreich; BBC)

### Gewinner 2005
- Künstlerische Sendung: Holocaust – A Musical Memorial Film from Auschwitz (Vereinigtes Königreich; BBC)
- Kinder- und Jugendsendung: Dark Oracle (Kanada; Shaftesbury Films)
- Beste Leistung eines Schauspielers: Thierry Frémont in Dans la tête du tueur (Frankreich; GMT Productions/TFI)
- Beste Leistung einer Schauspielerin: He Lin in Slave Mother (China; China Movie Channel)
- Comedy: The Newsroom (Kanada)
- Dokumentarfilm: Das Drama von Dresden (Deutschland; Leopold Hoesch (Filmproduzent); Sebastian Dehnhardt; Broadview TV; ZDF)
- Dramaserie: Ørnen (Der Adler) (Dänemark; DR)
- Unterhaltungssendung ohne Drehbuch: Top Gear (Vereinigtes Königreich; BBC)
- Fernsehfilm / Miniserie: Young Andersen (Dänemark; Nordisk Film)
- Founders Award: Oprah Winfrey (USA)

### Gewinner 2006
Die Vergabe der Preise für die nicht US-amerikanischen Sendungen durch die International Academy of Television Arts & Sciences fand am 20. November 2006 in New York statt. Die Bekanntgabe der Nominierungen erfolgte im Oktober 2006.
- Künstlerische Sendung: Wir können nur den Hass verringern (Deutschland; ZDF/ARTE)
- Kinder- und Jugendsendung: Sugar Rush (Vereinigtes Königreich; A Shine Production für Channel 4)
- Beste Leistung eines Schauspielers: Ray Winstone in Vincent (Vereinigtes Königreich; Granada Television for BBC One)
- Beste Leistung einer Schauspielerin: Maryam Hassouni in Offers (Niederlande; VARA Broadcasting Organisation)
- Comedy: Little Britain (Vereinigtes Königreich)
- Dokumentarfilm: Hiroshima (A BBC/TFI/ZDF/Discovery Channel in Zusammenarbeit mit Tokyo Broadcasting System)
- Dramaserie: Life on Mars (Vereinigtes Königreich; Kudos Film & TV Ltd. für BBC Cymru Wales)
- Unterhaltungssendung ohne Drehbuch: Ramsay’s Kitchen Nightmares (Vereinigtes Königreich; Optomen Television Production für Channel 4)
- Fernsehfilm / Miniserie: Nuit Noire, October 17, 1961 (Frankreich, Cipango)
- Founders Award: Steven Spielberg (USA)
- Bestes Nachrichten-Feature binnen 24 Stunden: Amber Lyon

### Gewinner 2007
- Künstlerische Sendung: Simon Schama’s Power of Art: Bernini (Vereinigtes Königreich; BBC/WNET/Thirteen)
- Kinder- und Jugendsendung: The Magic Tree (Polen; TVP SA)
- Beste Leistung eines Schauspielers: Jim Broadbent und Pierre Bokma in The Street und The Chosen One (Vereinigtes Königreich und Niederlande; Granada Television for BBC One; VPRO Television/IdtV Film BV)
- Beste Leistung einer Schauspielerin: Muriel Robin in The Poisoner (Frankreich; Ramona/RTBF/To Do Today Productions)
- Comedy: Little Britain Abroad (Vereinigtes Königreich)
- Dokumentarfilm: Stephen Fry – The Secret Life of the Manic Depressive  (Stephen Fry)
- Dramaserie: The Street (Vereinigtes Königreich; Granada Television für BBC One)
- Unterhaltungssendung ohne Drehbuch: How Do You Solve A Problem Like Maria? (Vereinigtes Königreich; BBC Entertainment)
- Fernsehfilm / Miniserie: Death of a President (Vereinigtes Königreich; Borough Films für MORE4)
- Founders Award: Al Gore (USA)
- Beste Leistung an der Kamera: Amber Lyon

### Gewinner 2008
Die 36. International Emmy Awards wurden am 24. November 2008 in New York vergeben.
- Künstlerische Sendung: Strictly Bolshoi (Vereinigtes Königreich)
- Kinder- und Jugendsendung: Shaun das Schaf (Vereinigtes Königreich)
- Beste Leistung eines Schauspielers: David Suchet in Maxwell (Vereinigtes Königreich)
- Beste Leistung einer Schauspielerin: Lucy Cohu in Forgiven (Vereinigtes Königreich)
- Comedy: The IT Crowd (Vereinigtes Königreich; Channel 4)
- Dokumentarfilm: Drama in der Eiger-Nordwand (Vereinigtes Königreich)
- Dramaserie: Life on Mars – Gefangen in den 70ern (Vereinigtes Königreich)
- Unterhaltungssendung ohne Drehbuch: The Big Donor Show (Niederlande)
- Fernsehfilm / Miniserie: Televisión por la identidad (Argentinien)
- Founders Award: Dick Wolf
- Beste Leistung an der Kamera: Amber Lyon

### Gewinner 2009
Die 37. International Emmy Awards wurden am 23. November 2009 in New York vergeben.
- Künstlerische Sendung: The Mona Lisa Curse (Vereinigtes Königreich)
- Kinder- und Jugendsendung: Dustbin Baby (Vereinigtes Königreich)
- Beste Leistung eines Schauspielers: Ben Whishaw (als Ben Coulter in Criminal Justice, Vereinigtes Königreich)
- Beste Leistung einer Schauspielerin: Julie Walters (als Dr. Anne Turner in A short Stay in Switzerland, Vereinigtes Königreich)
- Comedy: Hoshi Shinichi’s Short Shorts (Japan)
- Dokumentarfilm: The Ascent of Money (Der Aufstieg des Geldes) (Vereinigtes Königreich)
- Dramaserie: The Protectors (Dänemark)
- Unterhaltungssendung ohne Drehbuch: The Phone (Niederlande)
- Fernsehfilm / Miniserie: Die Wölfe (Deutschland)
- Telenovela: Caminho das Índias (englischer Titel: India – A Love Story) (Brasilien)
- Directorate Award: Markus Schächter

### Gewinner 2010
Die 38. International Emmy-Awards wurden am 22. November 2010 in New York vergeben.
- Künstlerische Sendung: The World According to Ion B. (HBO Romania/Alexander Nanau Production, Rumänien)
- Kinder- und Jugendsendung: Shaun das Schaf (Aardman Animations/WDR & WDR mediagroup GmbH/BBC, Vereinigtes Königreich)
- Beste Leistung eines Schauspielers: Bob Hoskins in The Street (ITV Studios, Vereinigtes Königreich)
- Beste Leistung einer Schauspielerin: Helena Bonham Carter in Enid (Carnival Film & Television, Vereinigtes Königreich)
- Comedy: Traffic Light (Kuperman Productions/Keshet Broadcasting, Israel)
- Dokumentarfilm: Mom and the Red Bean Cake (Munhwa Broadcasting Corporation, Südkorea)
- Dramaserie: The Street (ITV Studios, Vereinigtes Königreich)
- Unterhaltungssendung ohne Drehbuch: CQC (Eyeworks Cuatro Cabezas SA, Argentinien)
- Fernsehfilm / Miniserie: Small Island (Ruby Television in association with AL Films, Vereinigtes Königreich)
- Telenovela: Meu Amor (englischer Titel: My Love) (Plural Entertainment, Portugal)

### Gewinner 2012
Die 40. International Emmy Awards wurden am 19. November 2012 in New York vergeben.
- Künstlerische Sendung: Songs of War (dt. Titel Musik als Waffe) (ZDF, Arte, A & O Büro, Deutschland; Regie: Tristan Chytroschek)
- Beste Leistung eines Schauspielers: Darío Grandinetti in Televisión por la inclusión (ON TV Contenidos, Argentinien)
- Beste Leistung einer Schauspielerin: Cristina Banegas in Televisión por la inclusión (ON TV Contenidos, Argentinien)
- Comedy: A Mulher Invisível (englischer Titel: The Invisible Woman) (TV Globo/Rede Globo, Brasilien)
- Dokumentarfilm: Terry Pratchett: Choosing to Die (BBC/KEO Films, Vereinigtes Königreich)
- Dramaserie: Braquo season 2 (Capa Drama/Canal +/Bad Company/Big Nose, Frankreich)
- Unterhaltungssendung ohne Drehbuch: The Amazing Race Australia (Seven Productions-Seven Network (Operations) Ltd./Active TV/ABC Studios, Australien)
- Telenovela: O Astro (englischer Titel: The Illusionist) (TV Globo/Rede Globo, Brasilien)
- Fernsehfilm / Miniserie: Black Mirror (Channel Four Television/Zeppotron, Vereinigtes Königreich)

### Gewinner 2013
Die 41. International Emmy Awards wurden am 25. November 2013 in New York vergeben.
- Künstlerische Sendung: Hello?! Orchestra (Südkorea)
- Beste Leistung eines Schauspielers: Sean Bean in Accused – Eine Frage der Schuld (BBC One, Vereinigtes Königreich)
- Beste Leistung einer Schauspielerin: Fernanda Montenegro in Doce de Mãe (Rede Globo/Casa de Cinema de Porto Alegre, Brasilien)
- Comedy: Moone Boy (Sky1/Baby Cow Productions, Sprout Pictures, Hot Cod Productions, Grand Pictures, Irland)
- Dokumentarfilm: 5 Broken Cameras (Frankreich, Israel, Palästina)
- Dramaserie: The Returned (Originaltitel: Les Revenants) (Haut et Court/Canal +, Frankreich)
- Unterhaltungssendung ohne Drehbuch: Go Back To Where You Came From (Cordell Jigsaw Productions/SBS One, Australien)
- Telenovela: Lado a Lado (englischer Titel: Side by Side) (TV Globo/Rede Globo, Brasilien)
- Fernsehfilm / Miniserie: Das Wunder von Kärnten (englischer Titel: A Day for a Miracle) (Klaus Graf (Produzent)/Koproduktion mit Rowboat Film, Österreich)

### Gewinner 2014
Die 42. International Emmy Awards wurden am 24. November 2014 in New York vergeben.
- Künstlerische Sendung: The Exhibition (Jove Pictures, Kanada)
- Beste Leistung eines Schauspielers: Stephen Dillane in The Tunnel (Vereinigtes Königreich)
- Beste Leistung einer Schauspielerin: Bianca Krijgsman in De Nieuwe Wereld (Niederlande)
- Comedy: What If? 2 (Shelter / TV Bastards, Belgien)
- Dokumentarfilm: Frihet bakom galler (Nima Film / SVT / NHK / DR / NRK / IKON / The Swedish Film Institute / The Swedish Arts Grants Committee / Nordisk Film & TV Fond / APSA Academy Film Fund, Schweden)
- Dramaserie: Utopia (Kudos Film & TV / Channel 4, Vereinigtes Königreich)
- Nicht-englischsprachiges US-Primetime-Programm: El Señor de los Cielos (Telemundo Studios / Caracol TV, Vereinigte Staaten)
- Unterhaltungssendung ohne Drehbuch: Educating Yorkshire (Twofour, Vereinigtes Königreich)
- Telenovela: Joia Rara (englischer Titel: Precious Pearl) (Globo, Brasilien)
- Fernsehfilm / Miniserie: Unsere Mütter, unsere Väter (teamWorx Television & Film / ZDF / Beta Film / ZDF Enterprises, Deutschland)

### Gewinner 2015
Die 43. International Emmy Awards wurden am 23. November 2015 in New York vergeben.
- Künstlerische Sendung: Illustre et Inconnu: Comment Jacques Jaujard a Sauvé le Louvre (Frankreich)
- Beste Leistung eines Schauspielers: Maarten Heijmans in Ramses (Niederlande)
- Beste Leistung einer Schauspielerin: Anneke von der Lippe in Øyevitne (Norwegen)
- Comedy: Doce de Mãe (Globo TV, Brasilien)
- Dokumentarfilm: Miners Shot Down (Südafrika)
- Dramaserie: Engrenages, 5. Staffel (Canal Plus, Frankreich)
- Nicht-englischsprachiges US-Primetime-Programm: Arrepentidos: El Infierno de Montoya (Nat Geo Mundo, Vereinigte Staaten)
- Unterhaltungssendung ohne Drehbuch: 50 Ways to Kill Your Mammy (Sky, Vereinigtes Königreich)
- Telenovela: Império (Globo TV, Brasilien)
- Fernsehfilm / Miniserie: Soldat Blanc (Canal Plus, Frankreich)

### Gewinner 2016
Die 44. International Emmy Awards wurden am 21. November 2016 in New York vergeben.
- Künstlerische Sendung: The Man Who Shot Hiroshima (Japan)
- Beste Leistung eines Schauspielers: Dustin Hoffman in Roald Dahls's Esio Trot (Vereinigtes Königreich)
- Beste Leistung einer Schauspielerin: Christiane Paul in Unterm Radar (Deutschland)
- Comedy: Hoff the Record (Me & You Productions, Vereinigtes Königreich)
- Dokumentarfilm: Krieg der Lügen (Deutschland)
- Dramaserie: Deutschland 83 (UFA Fiction/RTL, Deutschland)
- Nicht-englischsprachiges US-Primetime-Programm: Francisco, el jesuita (Anima Film/The History Channel Latin America/Telemundo/Clao Video/DirecTV, Vereinigte Staaten)
- Unterhaltungssendung ohne Drehbuch: Allt För Sverige (Meter Television/SVT - Sveriges Television, Schweden)
- Telenovela: Verdades Secretas (englischer Titel: Hidden Truths) (Globo TV, Brasilien)
- Fernsehfilm / Miniserie: Capital (Kudos/BBC One, Vereinigtes Königreich)

### Gewinner 2017
Die 45. International Emmy Awards wurden am 20. November 2017 in New York vergeben.
- Künstlerische Sendung: Hip-Hop Evolution (Kanada)
- Beste Leistung eines Schauspielers: Kenneth Branagh in Kommissar Wallander (Vereinigtes Königreich)
- Beste Leistung einer Schauspielerin: Anna Friel in Marcella (Vereinigtes Königreich)
- Comedy: Alan Partridge’s Scissored Isle (Vereinigtes Königreich)
- Dokumentarfilm: EXODUS: Our Journey to Europe (Vereinigtes Königreich)
- Dramaserie: Mammon II (Norwegen)
- Nicht-englischsprachiges US-Primetime-Programm: Sr. Ávila (Vereinigte Staaten)
- Unterhaltungssendung ohne Drehbuch: Sorry voor alles (Belgien)
- Beste Serie – Kurzformat: Familie Braun (Deutschland)
- Telenovela: Kara Sevda (Türkei)
- Fernsehfilm / Miniserie: Ne m’abandonne pas (Frankreich)

### Gewinner 2018
Die 46. International Emmy Awards wurden am 19. November 2018 in New York vergeben.
- Künstlerische Sendung: Etgar Keret, gebaseerd op een waar verhaal (englischer Titel: Etgar Keret: Based on a True Story) (Niederlande)
- Beste Leistung eines Schauspielers: Lars Mikkelsen in Herrens Veje (englischer Titel: Ride Upon the Storm) (Dänemark)
- Beste Leistung einer Schauspielerin: Anna Schudt in Ein Schnupfen hätte auch gereicht (englischer Titel: The Sniffles Would Have Been Just Fine) (Deutschland)
- Comedy: Nevsu (Israel)
- Dramaserie: La casa de papel (deutscher Titel: Haus des Geldes; englischer Titel: Money Heist) (Spanien)
- Dokumentarfilm: Goodbye Aleppo (Vereinigtes Königreich)
- Nicht-englischsprachiges US-Primetime-Programm: El Vato – Season 2 (Vereinigte Staaten)
- Unterhaltungssendung ohne Drehbuch: Hoe Zal Ik Het Zeggen? (englischer Titel: Did You Get The Message?) (Belgien)
- Beste Serie – Kurzformat: Una historia necesaria (englischer Titel: The Suspended Mourning) (Chile)
- Telenovela: Ouro Verde (englischer Titel: The Payback) (Portugal)
- Fernsehfilm / Miniserie: Man in an Orange Shirt (Vereinigtes Königreich)

### Gewinner 2019
Die 47. International Emmy Awards wurden am 25. November 2019 in New York vergeben.
- Künstlerische Sendung: Dance or Die (Niederlande)
- Beste Leistung eines Schauspielers: Haluk Bilginer in Şahsiyet  (englischer Titel: Persona) (Türkei)
- Beste Leistung einer Schauspielerin: Marina Gera in Örök Tél (englischer Titel: Eternal Winter) (Ungarn)
- Comedy: The Last Hangover Weihnachtsspecial von Porta dos Fundos (Brasilien)
- Dramaserie: McMafia (Vereinigtes Königreich)
- Dokumentarfilm: Bellingcat: Truth in a Post-Truth World (Niederlande)
- Nicht-englischsprachiges US-Primetime-Programm: Falco (Vereinigte Staaten)
- Unterhaltungssendung ohne Drehbuch: The Real Full Monty: Ladies' Night (Vereinigtes Königreich)
- Beste Serie – Kurzformat: Hack the City (Brasilien)
- Telenovela: La Reina del Flow (englischer Titel: The Queen of the Flow) (Kolumbien)
- Fernsehfilm / Miniserie: Safe Harbor (Australien)

### Gewinner 2020
Die 48. International Emmy Awards wurden am 23. November 2020 vergeben.
- Künstlerische Sendung: Vertige de la chute (Frankreich)
- Beste Leistung eines Schauspielers: Billy Barratt in Responsible Child (Vereinigtes Königreich)
- Beste Leistung einer Schauspielerin: Glenda Jackson in Elizabeth is Missing (Vereinigtes Königreich)
- Comedy: Ninguém Tá Olhando (englischer Titel: Nobody's Looking) (Brasilien)
- Dokumentarfilm: For Sama (Vereinigtes Königreich)
- Dramaserie: Delhi Crime (Indien)
- Unterhaltungsserie ohne Drehbuch: Old People's Home for 4 Year Olds (Australien)
- Beste Serie – Kurzformat: #martyisdead (Tschechien)
- Telenovela: Órfãos da Terra (englischer Titel: Orphans of a Nation) (Brasilien)
- Fernsehfilm / Miniserie: Responsible Child (Vereinigtes Königreich)
- Kinderserie – Animation: The Tiger Who Came to Tea (Vereinigtes Königreich)
- Kinderserie – Information: Finding My Family: Holocaust – A Newsround Special (Vereinigtes Königreich)
- Kinderserie – Live-Action: Hardball (Australien)

### Gewinner 2021
Die 49. International Emmy Awards wurden am 22. November 2021 in New York vergeben.
- Künstlerische Sendung: Kubrick by Kubrick (Frankreich)
- Beste Leistung eines Schauspielers: David Tennant in Des (Vereinigtes Königreich)
- Beste Leistung einer Schauspielerin: Hayley Squires in Adult Material (Vereinigtes Königreich)
- Comedy: Dix pour cent (englischer Titel: Call My Agent!) (Frankreich)
- Dokumentation: Hope Frozen: A Quest to Live Twice (Thailand)
- Dramaserie: Tehran (Israel)
- Unterhaltungsserie ohne Drehbuch: The Masked Singer (Vereinigtes Königreich)
- Beste Serie – Kurzformat: INSiDE (Neuseeland)
- Telenovela: Jǐnxiù nán gē (englischer Titel: The Song of Glory) (China)
- Fernsehfilm / Miniserie: Atlantic Crossing (Norwegen)
- Kinderserie – Animation: Shaun the Sheep: Adventures from Mossy Bottom (Vereinigtes Königreich)
- Kindersendung – Information: Scars of Life (Belgien)
- Kindersendung – Live-Action: First Day (Australien)

### Gewinner 2022
Die 50. International Emmy Awards wurden am 21. November in New York vergeben.
- Künstlerische Sendung: Freddie Mercury - The Final Act (Vereinigtes Königreich)
- Beste Leistung eines Schauspielers: Dougray Scott in Irvine Welsh Crime (Vereinigtes Königreich)
- Beste Leistung einer Schauspielerin: Lou de Laâge in The Mad Women's Ball (Frankreich)
- Comedy: Sex Education (Vereinigtes Königreich)
- Dokumentation: Enfants de Daech, les damnés de la guerre (Frankreich)
- Sportdokumentation: Queen of Speed (Vereinigtes Königreich)
- Dramaserie: Vigil (Vereinigtes Königreich)
- Unterhaltungsserie ohne Drehbuch: Love on a Spectrum (Australien)
- Beste Serie – Kurzformat: Rūrangi (Neuseeland)
- Telenovela: Yeonmo (englischer Titel: The King's Affection) (Südkorea)
- Fernsehfilm / Miniserie: Help (Vereinigtes Königreich)
- Kinderserie – Animation: Shaun the Sheep: The Flight Before Christmas (Vereinigtes Königreich)
- Kindersendung – Information: My Better World (Südafrika)
- Kindersendung – Live-Action: Kabam! (Niederlande)

### Gewinner 2023
Die 51. International Emmy Awards wurden am 20. November 2023 in New York vergeben.
- Künstlerische Sendung: Buffy Sainte-Marie: Carry It On (Kanada)
- Beste Leistung eines Schauspielers: Martin Freeman in The Responder (Vereinigtes Königreich)
- Beste Leistung einer Schauspielerin: Karla Souza in Dive (Mexiko)
- Comedyserie: Derry Girls (Vereinigtes Königreich) und Vir Das: Landing (Indien)
- Dokumentation: Mariupol: The People’s Story (Vereinigtes Königreich)
- Dramaserie: Die Kaiserin (englischer Titel: The Empress) (Deutschland)
- Unterhaltungsserie ohne Drehbuch: A Ponte – The Bridge Brasil (Brasilien)
- Beste Serie – Kurzformat: A Very Ordinary World (Frankreich)
- Fernsehfilm oder Miniserie: Dive (Mexiko)
- Telenovela: Yargı (internationaler Titel: Family Secrets) (Türkei)
- Sportsdokumentation: Harley & Katya (Australien)
- Kindersendung – Animation: The Smeds and the Smoos (Vereinigtes Königreich)
- Kindersendung – Information: Built To Survive (Australien)
- Kindersendung – Live-Action: Heartbreak High (Australien)

### Gewinner 2024
Die 52. International Emmy Awards wurden am 25. November 2024 in New York vergeben.